# پودوولوچیه (استان آرخانگلسک)
پودوولوچیه (به لاتین: Podvolochye) یک منطقهٔ مسکونی در روسیه است که در استان آرخانگلسک واقع شده‌است.